# 神田村 (滋賀県)
神田村（かんだむら）は、滋賀県坂田郡にあった村。現在の長浜市加田町・加田今町にあたる。

## 地理
- 山岳：神田山
- 湖沼：神田溜

## 歴史
- 1897年（明治30年）3月1日 - 法性寺村の一部（大字加田・加田今）が分立して発足。
- 1943年（昭和18年）4月1日 - 長浜町・神照村・六荘村・南郷里村・北郷里村・西黒田村と合併して長浜市が発足。同日神田村廃止。

## 交通

### 道路
現在は旧村域に北陸自動車道の神田パーキングエリアが所在するが、当時は未開通。